# Shane Watson
Shane Watson (ur. 17 czerwca 1981 w Queensland), australijski krykiecista grający na pozycji all roundera – praworęczny odbijający i praworęczny rzucająy w stylu fast medium.
Agresywny, silny batsman, wielokrotny reprezentant Australii w meczach jednodniowych. Wysoki i bardzo dobrze zbudowany Watson od początku kariery miał wiele problemów z kontuzjami spowodowanymi głównie jego stosunkowo "ciężkim" stylem rzucania.